# Список призёров летних Олимпийских игр 1948
Ниже представлен список всех призёров летних Олимпийских игр 1948 года, проходивших в Лондоне с 29 июля по 14 августа 1948 года. В соревнованиях приняли участие 4099 спортсменов (3714 мужчин и 385 женщин) представляющие 59 НОК. Было разыграно 136 комплектов медалей в 17 видах спорта.

## Академическая гребля
| Дисциплина                      | Золото | Серебро | Бронза |
| Одиночки                        | Мервин Вуд (AUS) | Эдуардо Риссо (URU) | Ромоло Катаста (ITA) |
| Двойки парные                   | Великобритания · Ричард Бернелл · Берт Бушнелл                                                                                         | Дания · Эббе Парснер · Оге Ларсен | Уругвай · Вильям Джонс · Хуан Родригес |
| Двойки распашные без рулевого   | Великобритания · Джек Уилсон · Рэн Лори                                                                                                | Швейцария · Ханс Кальт · Йозеф Кальт | Италия · Феличе Фанетти · Бруно Бони |
| Двойки распашные с рулевым      | Дания · Финн Педерсен · Таге Хенриксен · Карл-Эббе Андерсен                                                                            | Италия · Джованни Стеффе · Альдо Тарлао · Альберто Ради                                                                                                 | Венгрия · Анталь Сендеи · Бела Житник · Роберт Зимоньи |
| Четвёрки распашные без рулевого | Италия · Джузеппе Мойоли · Элио Морилле · Джованни Инверницци · Франческо Фаджи                                                        | Дания · Хельге Халькьер · Аксель Бонде Хансен · Хельге Муксолль Шрёдер · Иб Сторм Ларсен                                                                | США · Фред Кингсбери · Стю Гриффинг · Грег Гейтс · Роберт Перью |
| Четвёрки распашные с рулевым    | США · Уоррен Вестлунд · Боб Мартин · Боб Уилл · Горди Джованелли · Аллен Морган                                                        | Швейцария · Рудольф Райхлинг · Эрих Шривер · Эмиль Кнехт · Пьер Стеблер · Андре Моккан                                                                  | Дания · Эрик Ларсен · Бёрге Рохауге Нильсен · Хенри Ларсен · Харри Кнудсен · Иб Ольсен                                                                                |
| Восьмёрки                       | США · Иэн Тёрнер · Дэвид Тёрнер · Джеймс Харди · Джордж Альгрен · Ллойд Батлер · Дэвид Браун · Джастус Смит · Джон Стэк · Ральф Перчес | Великобритания · Кристофер Бартон · Майкл Лапейдж · Гай Ричардсон · Пол Берчер · Пол Мэсси · Чарльз Ллойд · Джон Мейрик · Альфред Меллоус · Джек Дирлов | Норвегия · Кристоффер Лепсёэ · Тхорстейн Крокенес · Ханс Хансен · Хальфдан Гран Ольсен · Харальд Крокенес · Лейф Несс · Тхор Педерсен · Карл Монссен · Сигурд Монссен |

## Баскетбол
| Дисциплина | Золото | Серебро | Бронза |
| Мужчины    | США · Клифф Баркер · Дон Барксдейл · Ральф Бирд · Лью Бек · Винс Борила · Гордон Карпентер · Алекс Гроза · Уоллес Джонс · Боб Кёрланд · Рэй Ламп · Роберт Питтс · Джесс Реник · Роберт Робинсон · Кенни Роллинс | Франция · Андре Барре · Мишель Бонневи · Андре Бюффьер · Рене Чока · Рене Деренси · Морис Десамоне · Андре Эвен · Морис Жирардо · Фернан Гвилу · Раймон Оффне · Жак Перье · Иван Квенен · Люсьен Ребуффи · Пьер Тьёлон | Бразилия · Алгодао · Браз · Руй де Фрейташ · Маркус Винисус Диас · Аффонсо Эвора · Александр Геминьяни · Альфредо да Мотта · Альберто Марсон · Нилтон Пашеку · Массинье Сорсинелли |

## Бокс
| Дисциплина  | Золото                 | Серебро                   | Бронза                     |
| До 51 кг    | Паскуаль Перес (ARG)   | Спартако Бандинелли (ITA) | Хан Су Ан (KOR)            |
| До 54 кг    | Тибор Чик (HUN)        | Джованни Цуддас (ITA)     | Хуан Венегас (PUR)         |
| До 58 кг    | Эрнесто Форменти (ITA) | Деннис Шеферд (RSA)       | Алексий Анткевич (POL)     |
| До 62 кг    | Джеральд Дрейер (RSA)  | Йозеф Виссерс (BEL)       | Свенн Вад (DEN)            |
| До 67 кг    | Юлиус Торма (TCH)      | Хорэйс Херринг (USA)      | Алессандро Д’Оттавио (ITA) |
| До 73 кг    | Ласло Папп (HUN)       | Джон Райт (GBR)           | Ивано Фонтана (ITA)        |
| До 80 кг    | Джордж Хантер (RSA)    | Дональд Скотт (GBR)       | Мауро Сия (ARG)            |
| Свыше 80 кг | Рафаэль Иглесиас (ARG) | Гуннар Нильссон (SWE)     | Джон Артур (RSA)           |

## Борьба

### Греко-римская борьба
| Дисциплина  | Золото                   | Серебро                 | Бронза                 |
| До 52 кг    | Пьетро Ломбарди (ITA)    | Кенан Олджай (TUR)      | Рейно Кангасмяки (FIN) |
| До 57 кг    | Курт Петтерсен (SWE)     | Али Махмуд Хассан (EGY) | Халиль Кая (TUR)       |
| До 62 кг    | Мехмет Октав (TUR)       | Улле Андерберг (SWE)    | Ференц Тот (HUN)       |
| До 67 кг    | Густав Фрей (SWE)        | Оге Эриксен (NOR)       | Карой Ференц (HUN)     |
| До 73 кг    | Йёста Андерссон (SWE)    | Миклош Сильваши (HUN)   | Хенрик Хансен (DEN)    |
| До 79 кг    | Аксель Грёнберг (SWE)    | Мухлис Тайфур (TUR)     | Эрколе Галлегати (ITA) |
| До 87 кг    | Карл-Эрик Нильссон (SWE) | Келпо Грёндаль (FIN)    | Ибрагим Ораби (EGY)    |
| Свыше 87 кг | Ахмет Киреччи (TUR)      | Тор Нильссон (SWE)      | Гвидо Фантони (ITA)    |

### Вольная борьба
| Дисциплина  | Золото                 | Серебро                 | Бронза                |
| До 52 кг    | Леннарт Вийтала (FIN)  | Халит Баламир (TUR)     | Туре Юханссон (SWE)   |
| До 57 кг    | Насух Акар (TUR)       | Джеральд Лиман (USA)    | Шарль Куё (FRA)       |
| До 62 кг    | Газанфер Бильге (TUR)  | Ивар Шёлин (SWE)        | Адольф Мюллер (SUI)   |
| До 67 кг    | Джелал Атик (TUR)      | Йёста Френдфорс (SWE)   | Херманн Бауманн (SUI) |
| До 73 кг    | Яшар Догу (TUR)        | Ричард Гаррард (AUS)    | Леланд Меррилл (USA)  |
| До 79 кг    | Глен Брэнд (USA)       | Адиль Джандемир (TUR)   | Эрик Линден (SWE)     |
| До 87 кг    | Генри Виттенберг (USA) | Фриц Штёкли (SUI)       | Бенгт Фальквист (SWE) |
| Свыше 87 кг | Дьюла Бобиш (HUN)      | Бертиль Антонссон (SWE) | Джим Армстронг (AUS)  |

## Велоспорт

### Шоссейные гонки
| Дисциплина      | Золото                                                        | Серебро                                                     | Бронза                                        |
| Групповая гонка | Жозе Бейяр Франция                                            | Геррит Вортинг Нидерланды                                   | Лоде Воутерс Бельгия                          |
| Командная гонка | Бельгия · Леон Делатаувер · Эйгене ван Росбрук · Лоде Воутерс | Великобритания · Роберт Мейтленд · Иан Скотт · Гордон Томас | Франция · Жозе Бейяр · Жак Дюпон · Ален Муэно |

### Трековые гонки
| Дисциплина                    | Золото                                                            | Серебро                                                                       | Бронза                                                                        |
| Гит 1000 м                    | Жак Дюпон (FRA)                                                   | Пьер Ниан (BEL)                                                               | Томми Годвин (GBR)                                                            |
| Спринт                        | Марио Гелла (ITA)                                                 | Реджинальд Харрис (GBR)                                                       | Аксель Скандорфф (DEN)                                                        |
| Тандем                        | Италия · Ренато Перона · Фердинандо Теруцци                       | Великобритания · Алан Бэннистер · Реджинальд Харрис                           | Франция · Гастон Дрон · Рене Фай                                              |
| Командная гонка преследования | Франция · Фернан Деканали · Пьер Адам · Серж Блюссон · Шарль Кост | Италия · Рино Пуччи · Арнальдо Бенфенати · Гвидо Бернарди · Ансельмо Читтерио | Великобритания · Томми Годвин · Уилфрид Уотерс · Алан Гелдард · Дэвид Рикеттс |

## Водное поло
| Дисциплина | Золото | Серебро | Бронза     |
| Мужчины    | Италия | Венгрия | Нидерланды |

## Гребля на байдарках и каноэ

### Мужчины
| Дисциплина                   | Золото                                          | Серебро                                  | Бронза                                       |
| Каноэ-одиночка — 1000 м      | Йозеф Голечек (TCH)                             | Дуглас Беннетт (CAN)                     | Робер Бутиньи (FRA)                          |
| Каноэ-одиночка — 10 000 м    | Франтишек Чапек (TCH)                           | Френк Хейвенс (USA)                      | Норман Лейн (CAN)                            |
| Каноэ-двойка — 1000 м        | Чехословакия · Ян Брзак-Феликс · Богумил Кудрна | США · Стивен Лысак · Стивен Макновски    | Франция · Жорж Дрансар · Жорж Гандиль        |
| Каноэ-двойка — 10 000 м      | США · Стивен Лысак · Стивен Макновски           | Чехословакия · Вацлав Гавел · Иржи Пецка | Франция · Жорж Дрансар · Жорж Гандиль        |
| Байдарка-одиночка — 1000 м   | Герт Фредрикссон (SWE)                          | Йохан Андерсен (DEN)                     | Анри Эберхард (FRA)                          |
| Байдарка-одиночка — 10 000 м | Герт Фредрикссон (SWE)                          | Курт Вирес (FIN)                         | Эйвинд Скабо (NOR)                           |
| Байдарка-двойка — 1000 м     | Швеция · Ханс Берглунд · Леннарт Клингстрём     | Дания · Эйвинд Хансен · Якоб Йенсен      | Финляндия · Туре Аксельссон · Нильс Бьёрклёф |
| Байдарка-двойка — 10 000 м   | Швеция · Гуннар Окерлунд · Ханс Веттерстрём     | Норвегия · Ивар Матисен · Кнут Эстбю     | Финляндия · Туре Аксельссон · Нильс Бьёрклёф |

### Женщины
| Дисциплина                | Золото           | Серебро                  | Бронза               |
| Байдарка-одиночка — 500 м | Карен Хофф (DEN) | Алида Анкер-Дуденс (NED) | Фритци Швингль (AUT) |

## Конный спорт
| Дисциплина          | Золото                                                                         | Серебро                                                                 | Бронза                                                                         |
| Личная выездка      | Ганс Мозер (SUI)                                                               | Андре Жуссом (FRA)                                                      | Густаф Адольф Больтенстерн-младший (SWE)                                       |
| Командная выездка   | Франция · Андре Жуссом · Жан Сен-Фор Пайяр · Морис Бюре                        | США · Роберт Борг · Эрл Томсон · Фрэнк Генри                            | Португалия · Фернанду Паэш · Франсишку Валадаш · Луиш Мена и Силва             |
| Личное троеборье    | Бернар Шевалье (FRA)                                                           | Фрэнк Генри (USA)                                                       | Роберт Сельфельт (SWE)                                                         |
| Командное троеборье | США · Фрэнк Генри · Чарльз Андерсон · Эрл Томсон                               | Швеция · Роберт Сельфельт · Олоф Старе · Сигурд Свенссон                | Мексика · Умберто Марилес Кортес · Рауль Камперо Нуньес · Хоакин Солано Чагойя |
| Личный конкур       | Умберто Марилес Кортес (MEX)                                                   | Рубен Уриса Кастро (MEX)                                                | Жан-Франсуа д’Орже (FRA)                                                       |
| Командный конкур    | Мексика · Умберто Марилес Кортес · Рубен Уриса Кастро · Альберто Вальдес Рамос | Испания · Хайме Гарсия Крус · Хосе Наварро Моренес · Марселлино Гавилан | Великобритания · Гарри Ллевеллин · Генри Николл · Артур Карр                   |

## Лёгкая атлетика

### Мужчины
| Дисциплина                  | Золото                                                             | Серебро                                                                                  | Бронза                                                                           |
| 100 метров                  | Харрисон Диллард (USA)                                             | Барни Юэлл (USA)                                                                         | Ллойд Лабич (PAN)                                                                |
| 200 метров                  | Мелвин Паттон (USA)                                                | Барни Юэлл (USA)                                                                         | Ллойд Лабич (PAN)                                                                |
| 400 метров                  | Артур Уинт (JAM)                                                   | Херб Маккенли (JAM)                                                                      | Мэл Уитфилд (USA)                                                                |
| 800 метров                  | Мэл Уитфилд (USA)                                                  | Артур Уинт (JAM)                                                                         | Марсель Ансен (FRA)                                                              |
| 1500 метров                 | Хенри Эрикссон (SWE)                                               | Леннарт Странд (SWE)                                                                     | Виллем Слейкхёйс (NED)                                                           |
| 5000 метров                 | Гастон Рейфф (BEL)                                                 | Эмиль Затопек (TCH)                                                                      | Виллем Слейкхёйс (NED)                                                           |
| 10 000 метров               | Эмиль Затопек (TCH)                                                | Ален Мимун (FRA)                                                                         | Бертиль Альбертссон (SWE)                                                        |
| 110 метров с барьерами      | Вильям Портер (USA)                                                | Клайд Скотт (USA)                                                                        | Крейг Диксон (USA)                                                               |
| 400 метров с барьерами      | Рой Кохрэн (USA)                                                   | Данкан Уайт (CEY)                                                                        | Руне Ларссон (SWE)                                                               |
| 3000 метров с препятствиями | Туре Шёстранд (SWE)                                                | Эрик Эльмсетер (SWE)                                                                     | Йёте Хагстрём (SWE)                                                              |
| Эстафета 4х100 метров       | США · Барни Юэлл · Лоренцо Райт · Харрисон Диллард · Мелвин Паттон | Великобритания · Элестер Маккоркводейл · Джон Артур Грегори · Кеннет Джоунс · Джон Арчер | Италия · Микеле Тито · Энрико Перуккони · Карло Монти · Антонио Сидди            |
| Эстафета 4х400 метров       | США · Рой Кокран · Клифф Борленд · Артур Харнден · Мэл Уитфилд     | Франция · Жан-Батист Керебель · Франсис Шеветта · Робер Шеф д'Отель · Жак Люнис          | Швеция · Курт Лундквист · Ларс-Эрик Вольфбрандт · Фольке Альневик · Руне Ларссон |
| Марафон                     | Дельфо Кабрера (ARG)                                               | Томас Ричардс (GBR)                                                                      | Этьен Гайи (BEL)                                                                 |
| Ходьба на 10 км             | Юхан Микаэльссон (SWE)                                             | Ингемар Юханссон (SWE)                                                                   | Фриц Шваб (SUI)                                                                  |
| Ходьба на 50 км             | Йон Юнггрен (SWE)                                                  | Гастон Годель (SUI)                                                                      | Теббс Ллойд Джонсон (GBR)                                                        |
| Прыжки в длину              | Вильям Стиле (USA)                                                 | Теодор Брюс (AUS)                                                                        | Херберт Дуглас (USA)                                                             |
| Тройной прыжок              | Арне Охман (SWE)                                                   | Джордж Эйвери (AUS)                                                                      | Рухи Сарыалп (TUR)                                                               |
| Прыжки в высоту             | Джон Винтер (AUS)                                                  | Бьёрн Пёульсон (NOR)                                                                     | Джордж СТэйнич (USA)                                                             |
| Прыжки с шестом             | Гуинн Смит (USA)                                                   | Эркки Катая (FIN)                                                                        | Роберт Ричардс (USA)                                                             |
| Толкание ядра               | Уилбур Томпсон (USA)                                               | Джеймс Делейни (USA)                                                                     | Джеймс Фукс (USA)                                                                |
| Метание диска               | Адольфо Консолини (ITA)                                            | Джузеппе Този (ITA)                                                                      | Форчун Гордиен (USA)                                                             |
| Метание молота              | Имре Немет (HUN)                                                   | Иван Губиян (YUG)                                                                        | Роберт Беннетт (USA)                                                             |
| Метание копья               | Тапио Раутаваара (FIN)                                             | Стефен Сеймур (USA)                                                                      | Йосеф Варсеги (HUN)                                                              |
| Десятиборье                 | Роберт Мэтиас (USA)                                                | Иньяс Энриш (FRA)                                                                        | Флойд Симмонс (USA)                                                              |

### Женщины
| Дисциплина            | Золото | Серебро                                                                  | Бронза                                                                |
| 100 метров            | Фанни Бланкерс-Кун (NED)                                                                                    | Дороти Мэнли (GBR)                                                       | Ширли Стрикленд (AUS)                                                 |
| 200 метров            | Фанни Бланкерс-Кун (NED)                                                                                    | Одри Уильямсон (GBR)                                                     | Одри Паттерсон (USA)                                                  |
| 80 метров с барьерами | Фанни Бланкерс-Кун (NED)                                                                                    | Морин Гарднер (GBR)                                                      | Ширли Стрикленд (AUS)                                                 |
| Эстафета 4х100 метров | Нидерланды · Ксения Стад-де-Йонг · Жанетта Витцирс-Тиммер · Герда ван дер Каде-Каудейс · Фанни Бланкерс-Кун | Австралия · Ширли Стрикленд · Джун Мэстон · Бетти Маккиннон · Джойс Кинг | Канада · Вайола Майерс · Нэнси Маккей · Дайан Фостер · Патрисия Джонс |
| Прыжки в длину        | Ольга Дьярмати (HUN)                                                                                        | Ноэми Симонетто де Портела (ARG)                                         | Анн-Бритт Лейман (SWE)                                                |
| Прыжки в высоту       | Элис Коачмэн (USA)                                                                                          | Дороти Тайлер (GBR)                                                      | Мишлин Остермейер (FRA)                                               |
| Толкание ядра         | Мишлин Остермейер (FRA)                                                                                     | Амелия Пиччинини (ITA)                                                   | Инга Шеффер (AUT)                                                     |
| Метание диска         | Мишлин Остермейер (FRA)                                                                                     | Эдера Кордьяле (ITA)                                                     | Жаклин Мазе (FRA)                                                     |
| Метание копья         | Хермине Баума (AUT)                                                                                         | Катри Парвиайнен (FIN)                                                   | Лили Карлстедт (DEN)                                                  |

## Парусный спорт
| Дисциплина | Золото                                                                      | Серебро | Бронза                                                                                  |
| Файрфлай   | Пауль Эльвстрём (DEN)                                                       | Ральф Эванс (USA) | Кос де Йонг (NED)                                                                       |
| Звёздный   | США · Хилари Смарт · Пол Смарт                                              | Куба · Карлос де Карденас · Карлос де Карденас-младший                                                                                              | Нидерланды · Адрианюс Мас · Эдвард Стюттерхейм                                          |
| Ласточка   | Великобритания · Стюарт Моррис · Дэвид Бонд                                 | Португалия · Дуарте де Алмейда Белу · Фернанду Пинту Коэлью Белу                                                                                    | США · Локвуд Пири · Оуэн Торри                                                          |
| Дракон     | Норвегия · Тор Торвалдсен · Сигве Лие · Хокон Барфод                        | Швеция · Фольке Болин · Хуго Юнсон · Йёста Бродин                                                                                                   | Дания · Виллиам Бернтсен · Оле Бернтсен · Клаус Баесс                                   |
| 6 метров   | США · Герман Уитон · Альфред Лумис · Джеймс Уикз · Джеймс Смит · Майкл Муни | Аргентина · Энрике Сьебургер-старший · Эмилио Хомпс · Руфино Родригес де ла Торре · Родольфо Ривадемар · Энрике Сьебургер-младший · Хулио Сьебургер | Швеция · Торе Хольм · Торстен Лорд · Мартин Хиндорфф · Карл-Роберт Амельн · Йёста Сален |

## Плавание

### Мужчины
| Дисциплина                      | Золото                                                       | Серебро                                                           | Бронза                                                              |
| 100 м вольным стилем            | Уолтер Рис (USA)                                             | Алан Форд (USA)                                                   | Геза Кадаш (HUN)                                                    |
| 400 м вольным стилем            | Уильям Смит (USA)                                            | Джеймс Маклейн (USA)                                              | Джон Маршалл (AUS)                                                  |
| 1500 м вольным стилем           | Джеймс Маклейн (USA)                                         | Джон Маршалл (AUS)                                                | Дьёрдь Митро (HUN)                                                  |
| 100 м на спине                  | Аллен Стэк (USA)                                             | Роберт Коуэлл (USA)                                               | Жорж Валлере (FRA)                                                  |
| 200 м брассом                   | Джо Вердьюр (USA)                                            | Кит Картер (USA)                                                  | Роберт Сол (USA)                                                    |
| Эстафета 4×200 м вольным стилем | США · Уолтер Рис · Джеймс Маклейн · Уолли Вулф · Уильям Смит | Венгрия · Геза Кадаш · Дьёрдь Митро · Имре Ньеки · Элемер Сатмари | Франция · Жозеф Бернардо · Рене Корню · Анри Паду · Александре Жани |

### Женщины
| Дисциплина                      | Золото                                                            | Серебро                                                             | Бронза                                                                                            |
| 100 м вольным стилем            | Грета Андерсен (DEN)                                              | Энн Кёртис (USA)                                                    | Мари-Лауисе Линссен-Вассен (NED)                                                                  |
| 400 м вольным стилем            | Энн Кёртис (USA)                                                  | Карен Харуп (DEN)                                                   | Кэтрин Гибсон (GBR)                                                                               |
| 100 м на спине                  | Карен Харуп (DEN)                                                 | Сьюзан Циммерман (USA)                                              | Джуди-Джой Дэвис (AUS)                                                                            |
| 200 м брассом                   | Петронелла "Нел" ван Влиет (NED)                                  | Беатрис Лайонс (AUS)                                                | Эва Новак (HUN)                                                                                   |
| Эстафета 4×100 м вольным стилем | США · Мари Корридон · Тельма Калама · Бренда Хельсер · Энн Кёртис | Дания · Эва Риис · Карен Харуп · Грета Андерсен · Фритсе Карстенсен | Нидерланды · Ирма Хейтинг-Схумахер · Маргот Марсман · Мари-Лауисе Линссен-Вассен · Ханни Термёлен |

## Прыжки в воду

### Мужчины
| Дисциплина   | Золото            | Серебро               | Бронза               |
| Трамплин 3 м | Брюс Харлан (USA) | Миллер Андерсон (USA) | Сэмми Ли (USA)       |
| Вышка 10 м   | Сэмми Ли (USA)    | Брюс Харлан (USA)     | Хоакин Капилья (MEX) |

### Женщины
| Дисциплина   | Золото                | Серебро                     | Бронза                    |
| Трамплин 3 м | Виктория Дрейвс (USA) | Зои Энн Ольсен-Йенсен (USA) | Пэтси Эльсенер (USA)      |
| Вышка 10 м   | Виктория Дрейвс (USA) | Пэтси Эльсенер (USA)        | Бирте Кристофферсен (DEN) |

## Современное пятиборье
| Дисциплина        | Золото             | Серебро          | Бронза            |
| Личное первенство | Вилльям Грут (SWE) | Джордж Мур (USA) | Йёста Ердин (SWE) |

## Спортивная гимнастика

### Мужчины
| Дисциплина           | Золото | Серебро | Бронза |
| Личное многоборье    | Вейкко Хухтанен (FIN) | Вальтер Леман (SUI) | Пааво Аалтонен (FIN) |
| Вольные упражнения   | Ференц Патаки (HUN) | Янош Модьёроши-Кленч (HUN) | Зденек Ружичка (TCH) |
| Перекладина          | Йозеф Штальдер (SUI) | Вальтер Леман (SUI) | Вейкко Хухтанен (FIN) |
| Брусья               | Михаэль Рёйш (SUI) | Вейкко Хухтанен (FIN) | Йозеф Штальдер (SUI) |
| Брусья               | Михаэль Рёйш (SUI) | Вейкко Хухтанен (FIN) | Кристиан Кипфер (SUI) |
| Конь                 | Пааво Аалтонен (FIN) | не присуждалась | не присуждалась |
| Конь                 | Вейкко Хухтанен (FIN) | не присуждалась | не присуждалась |
| Конь                 | Хейкки Саволайнен (FIN) | не присуждалась | не присуждалась |
| Кольца               | Карл Фрай (SUI) | Михаэль Рёйш (SUI) | Зденек Ружичка (TCH) |
| Опорный прыжок       | Пааво Аалтонен (FIN) | Олави Рове (FIN) | Янош Модьёроши-Кленч (HUN) |
| Опорный прыжок       | Пааво Аалтонен (FIN) | Олави Рове (FIN) | Ференц Патаки (HUN) |
| Опорный прыжок       | Пааво Аалтонен (FIN) | Олави Рове (FIN) | Лео Соторник (TCH) |
| Командное многоборье | Финляндия · Пааво Аалтонен · Вейкко Хухтанен · Калеви Лайтинен · Олави Рове · Алексантери Саарвала · Суло Салми · Хейкки Саволайнен · Эйнари Терясвирта | Швейцария · Карл Фрай · Кристиан Кипфер · Вальтер Леман · Робер Люси · Михаэль Рёйш · Йозеф Штальдер · Эмиль Тудер · Мельхиор Тальман | Венгрия · Ласло Бараньяи · Янош Модьёроши-Кленч · Ференц Патаки · Йожеф Фекете · Дьёзё Модьёроши · Лайош Санта · Лайош Тот · Ференц Варкёи |

### Женщины
| Дисциплина           | Золото | Серебро | Бронза |
| Командное многоборье | Чехословакия · Зденька Гонсова · Мария Коваржова · Милослава Мисакова · Милена Мюллерова · Вера Ружичкова · Ольга Шилганова · Божена Срнцова · Зденька Вержмиржовская | Венгрия · Эржебет Балаж · Анна Фехер · Ирен Карчич · Эржебет Кётелеш · Мария Кёви · Маргит Надь · Ольга Ташш · Эдит Вашархейи | США · Хелен Шифано · Клара Шрот · Мета Эльсте · Мэриэн Бароне · Ладислава Баканич · Конни Каруччио-Ленц · Анита Симонис · Дороти Далтон |

## Стрельба
| Дисциплина                                     | Золото             | Серебро                                 | Бронза               |
| Скоростной пистолет, 25 м                      | Карой Такач (HUN)  | Карлос Энрике Диас Саэнс Вальенте (ARG) | Свен Лундквист (SWE) |
| Пистолет, 50 м                                 | Эдвин Васкес (PER) | Рудольф Шнайдер (SUI)                   | Торстен Ульман (SWE) |
| Малокалиберная винтовка лёжа, 50 м             | Артур Кук (USA)    | Уолтер Томсен (USA)                     | Юнас Юнссон (SWE)    |
| Произвольная винтовка из трёх положений, 300 м | Эмиль Грюниг (SUI) | Паули Янхонен (FIN)                     | Вилли Рёгеберг (NOR) |

## Тяжёлая атлетика
| Дисциплина    | Золото                | Серебро                | Бронза                |
| До 56 кг      | Джозеф Дипьетро (USA) | Джулиан Крюс (GBR)     | Ричард Том (USA)      |
| До 60 кг      | Махмуд Файяд (EGY)    | Родни Уилкс (TRI)      | Джафар Салмаси (IRI)  |
| До 67,5 кг    | Ибрагим Шамс (EGY)    | Аттиа Хамуда (EGY)     | Джеймс Холлидей (GBR) |
| До 75 кг      | Фрэнк Спеллман (USA)  | Питер Джордж (USA)     | Ким Сон Джип (KOR)    |
| До 82,5 кг    | Стэнли Станчик (USA)  | Гарольд Саката (USA)   | Йёста Магнуссон (SWE) |
| Свыше 82,5 кг | Джон Дэвис (USA)      | Норберт Шемански (USA) | Абрахам Шарите (NED)  |

## Фехтование

### Мужчины
| Дисциплина       | Золото                                                                                                 | Серебро | Бронза |
| Рапира           | Жеан де Бюан (FRA)                                                                                     | Кристиан д’Ориола (FRA) | Лайош Маслаи (HUN) |
| Шпага            | Луиджи Кантоне (ITA)                                                                                   | Освальд Цаппелли (SUI) | Эдоардо Манджаротти (ITA)                                                                                               |
| Сабля            | Аладар Геревич (HUN)                                                                                   | Винченцо Пинтон (ITA) | Пал Ковач (HUN) |
| Командная рапира | Франция · Адриен Роммель · Кристиан д’Ориола · Андре Бонен · Жак Латаст · Жеан де Бюан · Рене Буньоль  | Италия · Саверио Раньо · Ренцо Ностини · Манлио Ди Роза · Джорджо Пеллини · Эдоардо Манджаротти · Джулиано Ностини            | Бельгия · Андре ван де Верве де Ворсселлаэр · Поль Вальк · Раймон Брю · Жорж де Бургиньон · Анри Патерностер · Эдуар Ив |
| Командная шпага  | Франция · Морис Ю · Мишель Пешё · Марсель Деспре · Эдуар Артига · Анри Герен · Анри Лепаж              | Италия · Луиджи Кантоне · Маркантонио Мадруццато · Карло Агостони · Эдоардо Манджаротти · Фьоренцо Марини · Дарио Манджаротти | Швеция · Франк Сервелль · Карл Форсселль · Бенгт Юнгквист · Свен Тофельт · Пер Карлесон · Арне Тольбом                  |
| Командная сабля  | Венгрия · Аладар Геревич · Тибор Берцей · Рудольф Карпати · Пал Ковач · Берталан Папп · Ласло Райчаньи | Италия · Карло Туркато · Гастоне Даре · Винченцо Пинтон · Мауро Ракка · Ренцо Ностини · Альдо Монтано                         | США · Мигель де Каприлес · Норман Кон-Армитидж · Джордж Уэрт · Дин Сетруло · Джеймс Флинн · Тибор Ньилаш                |

### Женщины
| Дисциплина | Золото           | Серебро            | Бронза            |
| Рапира     | Илона Элек (HUN) | Карен Лахман (DEN) | Элен Мюллер (AUT) |

## Футбол
| Дисциплина | Золото | Серебро   | Бронза |
| Мужчины    | Швеция | Югославия | Дания  |

## Хоккей на траве
| Дисциплина | Золото | Серебро        | Бронза     |
| Мужчины    | Индия  | Великобритания | Нидерланды |